# منطقة كونيني
منطقة كونيني هي إحدى المناطق الإدارية الأربعة عشر في ناميبيا، عاصمتها أوبوو.
اسم المنطقة مشتق من نهر كونيني الذي يشكل الحدود الشمالية مع أنغولا.

## التعليم
يوجد في منطقة كونيني 60 مدرسة يبلغ إجمالي عدد طلابها 20332 طالبًا.

## التركيبة السكانية
حسب إحصاءات 2011، كان الأطفال من سن 0-9 أعوام 26,273 من السكان، والمراهقين الذين كانوا يبلغون من سن 10 إلى سن 19 كانوا عددهم 18,707، والشباب من 20-29 عامًا كانوا عددهم 13,975، والذين يبلغون سن 30-39 كانوا 10,390 نسمة، والذين يبلغون سن 40-49 كانوا 6,808 نسمة، والذين فوق 50 إلى 59 وصلوا إلى 4,693 نسمة، والذين فوق الستون سنة كانوا 6,010 نسمة.

## التركيبة السكانية حسب الجنس
حسب إحصاءات 2023 من موقع سيتي بوبيوليشن كان عدد الذكور 60,573 أي بنسبة 50.2% من إجمالي السكان، وعدد الإناث 60,189 نسمة أي 49.8% من إجمالي السكان.